# Flevodienst
De NV Flevodienst was van 1959 tot 1981 een Nederlands bedrijf, gevestigd te Lelystad, dat openbaar vervoer per autobus verzorgde. 

## Geschiedenis

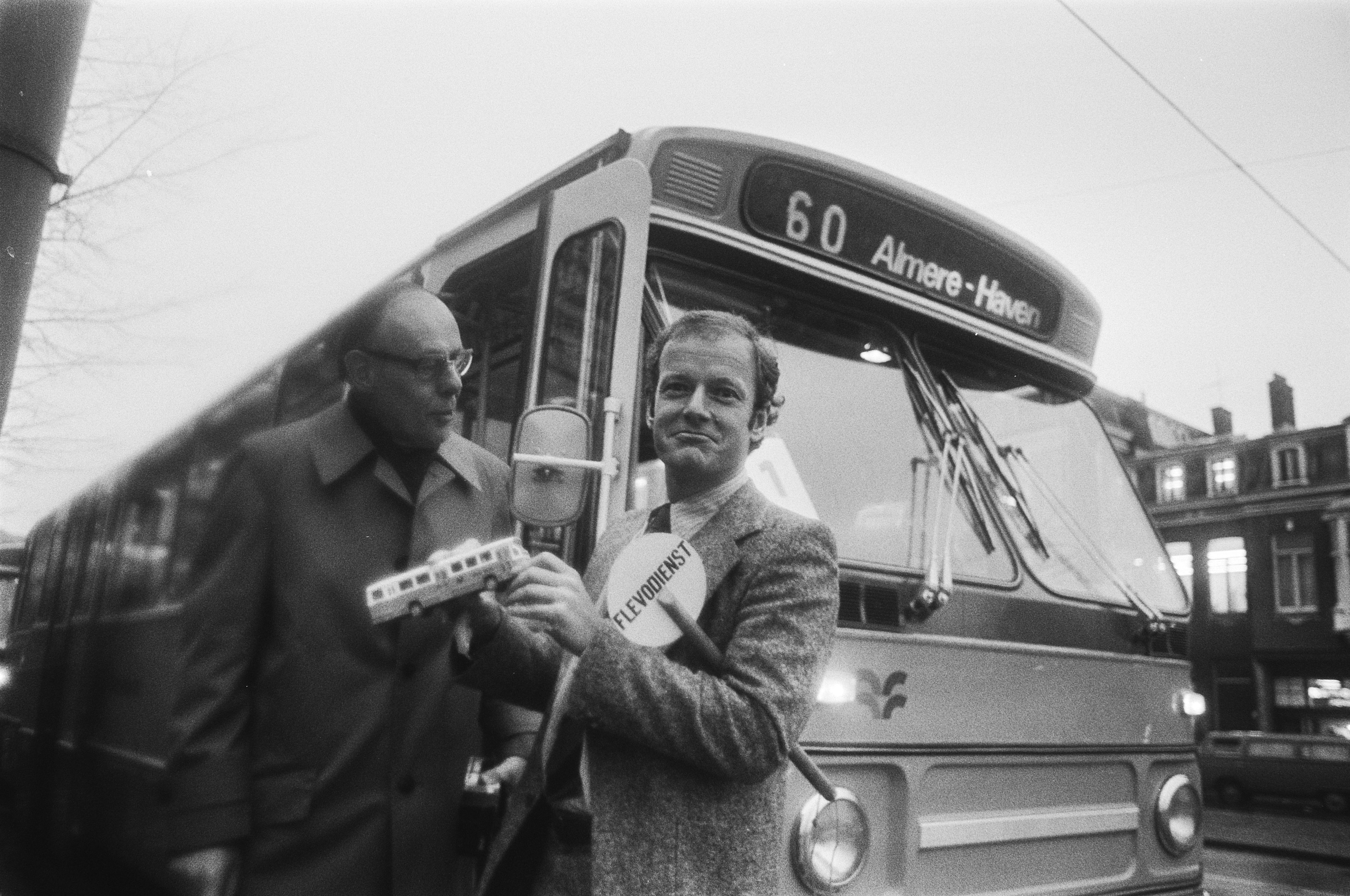
Wethouder Treumann van Amsterdam en Flevodienstdirecteur Plasman bij eerste rit naar Almere op het Frederikspein op 30 november 1976

Het bedrijf werd opgericht in april 1959, als dochteronderneming van de Veluwse Auto Dienst (VAD) te Ermelo, die zelf een dochter was van de Nederlandse Spoorwegen. Doel was het vervoer in de pas drooggelegde IJsselmeerpolders over te nemen, dat tot dan toe verzorgd was door de particuliere busondernemer T. van Maanen te Harderwijk, die de buslijnen in Oostelijk Flevoland had overgenomen van de VAD. Deze laatste onderneming was in 1954 begonnen met de eerste lijndiensten naar de polder: Kampen - Ketelhaven en Harderwijk - Knardijk, maar Van Maanen had deze routes na een succesvolle juridische procedure in handen gekregen. In 1959 werden de rollen omgedraaid en werd Van Maanens concessie ingetrokken. De aandelen Flevodienst gingen voor 99% over van de VAD naar het moederbedrijf NS. Van Maanen kreeg 1% van de aandelen Flevodienst en was enige maanden directeur, maar hij trok zich terug om zijn eigen autobus- en touringcarbedrijf voort te zetten.    
In 1960 reed de Flevodienst op vier lijnen. Toen de Autobusdienstonderneming Salland in 1968 een personele unie met de VAD aanging, werden daarbij de buslijnen vanuit Zwolle naar de Noordoostpolder en de stadsdienst in Kampen aan de Flevodienst afgestaan. Een beroepsprocedure hiertegen, aangespannen door de Vervoermaatschappij De Noord-Westhoek, die deze lijnen aan haar eigen vervoergebied had willen toevoegen, werd door de Flevodienst gewonnen.  
Belangrijk was ook de opening van de lijn Lelystad - Amsterdam op 8 juni 1969. Vanaf juli 1970 werd hierop een uurdienst Emmeloord - Lelystad - Amsterdam gereden. Op 30 november 1976 werd Almere Haven opgenomen in het lijnennet met een lijn naar het Westeinde in Amsterdam en een lijn naar Bussum. Op 14 december 1976 kwam er een lijn vanuit Lelystad over de Houtribdijk naar Enkhuizen bij. 
Op 1 januari 1981 fuseerden Flevodienst en VAD tot de N.V. Verenigde Autobus Diensten VAD, gevestigd te Apeldoorn. Beide NS-dochters werkten al jarenlang nauw samen onder dezelfde directie. De logo's van Flevodienst en VAD, die sterke gelijkenis met elkaar vertoonden, werden bij de fusie min of meer in elkaar geschoven.